# Phonothek (Band)
Phonothek ist ein 2015 gegründetes Dark-Ambient- und Dark-Jazz-Duo.

## Geschichte

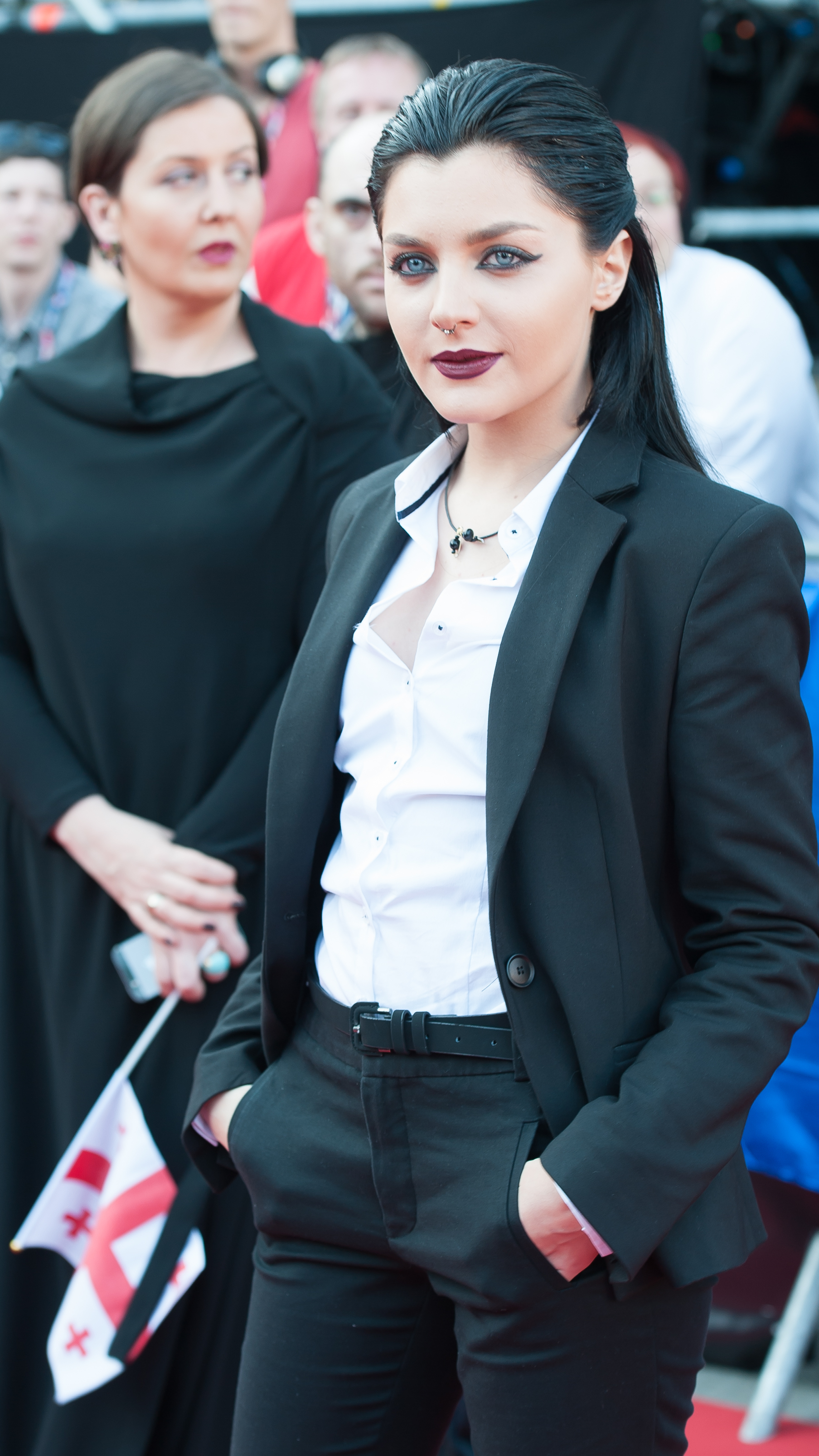
Nina Sublatti im Jahr 2015 in Österreich auf dem Red Carpet des Eurovision Song Contest

Das Paar George Shamanauri und Nina Sublatti gründete Phonothek im Jahr 2015. Beide waren zuvor als Musiker und Künstler etabliert. Der Trompeter Shamanauri hatte am Staatlichen Wano-Saradschischwili-Konservatorium in Tiflis und der Hochschule für Musik und Tanz Köln studiert und arbeitete Hauptberuflich als Orchester-Solist. Nina Sublatti indes war als Sängerin, Songwriterin, Model und bildende Künstlerin unter anderem durch ihre Teilnahme am Eurovision Song Contest 2015 und der Castingshow Sakartwelos warskwlawi, dem georgischen Pendant zu Deutschland sucht den Superstar, im Jahr 2008 populär. Mit Lost in Fog erschien das Debüt des Duos 2016 via Cryo Chamber. Das gleiche Unternehmen veröffentlichte auch die nachkommenden Alben Red Moon 2017 und Styx 2020.
Lost in Fog wurde am 17. Mai 2016 als CD und Download veröffentlicht. Der Cryo-Chamber-Labelgründer- und -betreiber Simon Heath masterte die Aufnahmen und gestaltete das Cover des Album. Die internationale Resonanz fiel anhaltend positiv aus. Für side-line.com schrieb „Inferno Sound Diaries“, dass das Album „klangliche Eleganz und künstlerische Kreativität“ zu einer „ultimative[n] Musik für verlassene Seelen“ vereine. Mit Lost in Fog sei dem Duo ein Album gelungen, das beweise, dass der Dark Ambient noch „viel zu bieten“ habe. Phonothek gelänge es „die Grenzen des Genres noch ein bisschen weiter“ hinaus zu schieben, schrieb Michael für Terra Relicta. Das Album erweise sich als „eine beeindruckende Sammlung cineastischer Elektronik“ die sich frei von Genregrenzen entfalte, schrieb auch Victimer für Echo-Zine.cz. Als „ein irgendwie ungewöhnlicher, aber interessanter Soundtrack, der auf jeden Fall für lange Zeit zu beschäftigen versteh[e], wohlgemerkt aber seine Zeit zur Entfaltung“ benötige beschrieb „Blizzard“ das Album für Rabenreport.
Am 4. April 2017 erschien Red Moon. Zu den Aufnahmen hatte sich das Duo durch den Geiger Giorgi Cagareli und den Posaunenspieler Mamuka Beqauri unterstützen lassen. Hinzu kamen zwei Kollabrationsstücke. Eines mit dem Musiker Keosz sowie ein weiteres mit Pär Boström von Kammarheit als Cities Last Broadcast. Das Cover gestaltete diesmal George van de Kamp. Auch zum zweiten Album erhielt Phonothek durchgehend positive Kritik. Die „obskure Ambientmusik aus einer anderer Dimension“ verdeutliche den Innovationsgehalt von Phonothek schrieb  „Inferno Sound Diaries“ für side-line.com. Dabei, so Michael Barnett für This is Darkness, nahm das Duo „die besten Elemente von Lost in Fog auf,“  verdoppelte diesen gelungenen Aspekte und ließ solche zurück, „die nicht so gut zu ihrem Stil zu passen schienen.“ Dabei bewege sich das Duo auf „einem Weg der Exzellenz“. Auch die für Terra Relicta verfasste Besprechung schloss mit einem hohen Lob, dass die Qualität und Kreativität der Veröffentlichung hervorhob.

„It oozes with originality and interesting high-tier sound sculpting making it perfect for audiophiles. Red Moon is a very entertaining experience that grabs your attention seldom letting you down to rest. This duo has reached new heights in ambience and has left their mark on the scene in my eyes.“

„Es strotzt vor Originalität und interessanter Klanggestaltung auf hohem Niveau, was es perfekt für Audiophile macht. Red Moon ist ein sehr unterhaltsames Erlebnis, das die Aufmerksamkeit des Hörers fesselt und ihn nur selten zur Ruhe kommen lässt. Dieses Duo hat neue Höhen im Bereich des Ambientes erreicht und hat in meinen Augen der Szene seinen Stempel aufgedrückt.“

Entgegen den vorherigen Veröffentlichungen wurde das am 14. Juli 2020 veröffentlichte Album Styx kaum besprochen. Als Gast trat Simon Heath mit seinem Projekt Atrium Carceri in Erscheinung. Das Cover gestaltete Erik Osvald. Dabei blieb die Resonanz weiter positiv. Styx sei sanft jazzig und düster atmosphärisch schrieb „Victimer“ für Echo-Zine.cz. In der fortwährenden Vorwärtsbewegung, die die Reise Charons gelungen nachzeichne, beweise Phonothek „die Beherrschung der Klangtextur“ beschrieb Daniel Edenfield
für Monsters, Madness and Magic die Qualität des Albums.

## Stil
Phonothek spielt eine Mischform aus Dark Ambient und Dark Jazz. So wird die Musik vergleichend als „Dark-Ambient-Variante von Bohren & der Club of Gore“ beschrieben. Als weitere Vergleichsgröße wird derweil auf The Kilimanjaro Darkjazz Ensemble verwiesen. Das wahrgenommene Jazzelement der Musik geht „unter anderem auf den Einsatz von gedämpften Trompeten“ zurück. Der Dark Ambient wird durch tiefe Resonanztöne, Nachhall, Bordun, Field Recording und weitere Geräuschquellen, Effekte und Manipulationen als Basis genutzt. Die „blubbernde, unzusammenhängende“ Atmosphäre variiert zu unentzifferbaren geloopten Geräuschüberlagerungen, die jedoch atmosphärisch bleiben und nicht in den Noise übergehen. Dieses Gerüst des Dark Ambient wird von den Jazzelementen der Musik durchdrungen. Gesang findet dabei nicht statt. So wird der Musik eine cineastische Neo-Noir-Atmosphäre zugesprochen, die mit den Filmen von David Lynch assoziiert wird.

## Diskografie
- 2016: Lost in Fog (Album, Cryo Chamber)
- 2017: Red Moon (Album, Cryo Chamber)
- 2020: Styx (Album, Cryo Chamber)